# À la belle étoile
À la belle étoile è un film del 1993 diretto da Antoine Desrosières.
Il film, primo lungometraggio come regista per Desrosières, è stato proiettato per la prima volta in Grecia l'11 novembre 1993 durante il Thessaloniki International Film Festival ed è stato distribuito nelle sale cinematografiche francesi a partire dal 13 aprile 1994.

## Trama
Thomas è un giovane di 17 anni che comincia a comprendere che la sua vita finalmente gli appartiene. Quattro giovani donne contribuiscono alla sua educazione sentimentale.